# Senza paragoni
Senza paragoni è il settantesimo album del cantante italiano Gianni Celeste con testi in lingua napoletana, pubblicato nel 2009.

## Tracce
1. Senza paragoni
2. Il clone
3. N'ora
4. Luna
5. È stato inutile
6. 'A microcamera
7. Nun è cchiù ammore
8. Mi fai morire
9. E me ne vado
10. Io penso sempre a te